# Quintanamanvirgo
Quintanamanvirgo es una localidad española del municipio de Pedrosa de Duero, provincia de Burgos (Castilla y León). Tiene categoría de villa.

## Geografía y economía
La localidad de Quintanamanvirgo, situada a 824 m sobre el nivel del mar, dista 4 km de Pedrosa de Duero.
Cuenta en su territorio con una pequeña cumbre, la cuesta Manvirgo (941 m), de fácil ascensión y que permite, en días claros, observar incluso los montes de Segovia o la sierra de Guadarrama.
Habitantes: 183 (1981); 37 (2019)
En cuanto a economía, distinguimos la presencia de dos cooperativas: una dedicada al cereal y nombrada en honor a María Magdalena, y otra vitivinícola dedicada a la Virgen del Rosario.

## Monumentos e historia
Destaca la iglesia parroquial de San Facundo y Primitivo, del arciprestazgo de Roa. 
La Capellanía de Mateo Emeldibarra se fundó en 1681 y la de Manuel Zapatero y María Cacho a mediados del siglo XVIII. En 1795, la obra pía de Bartolomé de la Cal.

## Historia

### Siglo XIX
Así se describe a Quintanamanvirgo en la página 323 del tomo XIII del Diccionario geográfico-estadístico-histórico de España y sus posesiones de Ultramar, obra impulsada por Pascual Madoz a mediados del siglo XIX:

QUINTANA MANVIRGO

Villa con ayuntamiento en la provincia, audiencia territorial y capitanía general de Burgos (14 leguas), partido judicial de Roa (1) y diócesis de Osma (13).
Situada en un anchuroso valle y a la falda de la cuesta llamada de Manvirgo, que domina toda la Ribera del Duero; su clima es templado y bastante sano.
Tiene 110 casas de mala construcción; la municipal; cárcel; una fuente cerca del pueblo; escuela de primeras letras, a la que asisten 40 alumnos de ambos sexos, dotada con 100 ducados; una iglesia parroquial (Santos Facundo y Primitivo) servida por un cura y un sacristán; un cementerio bien ventilado, y una ermita con el título de la Asunción cerca de la villa.
Confina el término N Olmedillo; E Anguix; S Boada, y O Guzmán; comprende los despoblados de la Aldehuela y Portillejo.
La mayor parte del terreno es llano, arenoso y fértil, y en la citada cuesta se encuentran canteras de piedra muy excelente.
Los caminos se hallan en malísimo estado, y dirigen a Aranda de Duero, Valladolid y Palencia.
Correos: se reciben de la capital del partido por los mismos interesados o por encargo particular.
Producciones: cereales y abundancia de vino; cría ganado lanar en corto número, y caza de liebres, conejos y algunas perdices.
Industria: la agrícola.
Población: 83 vecinos, 333 almas.

Capital productivo: 1.457.600 reales. Imponible: 140.009. Contribución: 13.982 reales 23 maravedíes.

## Demografía
| Gráfica de evolución demográfica de Quintanamanvirgo entre 1842 y 1970 |
| |
| Población de derecho según los censos de población del INE. Población de hecho según los censos de población del INE.En este censo se denominaba Quintana Manvirgo: 1842. Entre el censo de 1981 y el anterior, este municipio desaparece porque se integra en el municipio Pedrosa de Duero. |

## Personalidades
- Gregorio Fernández Díez (1891-1954), economista y castellanista. Autor de El Valor de Castilla (1926)

## Festividades
Encontramos en la localidad las fiestas patronales en honor a los Santos Facundo y Primitivo y a la Virgen del Rosario, celebradas hacia el último o penúltimo fin de semana del mes de agosto. Cuentan con actos como procesiones, bailes regionales (entre los que destaca la danza de "La culebra") o concurso de carrozas (que en 2015 celebró su edición número 40).